# André Garant
Pour les articles homonymes, voir Garant.
André Garant (16 mai 1923 - 26 juin 2003) est un artiste-peintre et sculpteur canadien. Il a aussi enseigné au Collège de Lévis, à l’École des beaux-arts de Québec et à l’École d’architecture de Québec.

## Biographie
André Garant naît à Lévis (Québec, Canada) le 16 mai 1923. Il est le troisième d'une famille de six enfants. Ses parents sont Paul Garant (1892-1973) et Aimée Samson (1893-1970). Refusé par l'aviation et l'armée de terre parce qu'il est « trop maigre », il passe une partie de la Deuxième Guerre mondiale à travailler au chantier maritime Davie, à Lauzon (maintenant partie de la ville de Lévis). 
À la fin des années 1940, il étudie la sculpture à l’École des beaux-arts de Québec, où il rencontre Louise Carrier, étudiante en peinture. Il se marient le 23 août 1952, à l'église Notre-Dame-de-Lévis. Ils auront par la suite trois fils : Emmanuel, Jérôme et Sébastien. Durant les années 1960 et 1970, parallèlement à sa carrière d'artiste qu'il consacre finalement surtout à l'huile, à l'aquarelle et à l'encre, André Garant enseigne au Collège de Lévis, à l’École des beaux-arts de Québec et à l’École d’architecture de Québec. Son épouse Louise Carrier décède d'un cancer en 1976.
En 1982, il rencontre Marie-José Longtin, avocate et légiste, avec qui il se mariera le 4 avril 1983. De 1987 à 1990, il réalise son œuvre la plus ambitieuse : une suite de 157 peintures à l'huile, représentant une lecture biblique de chacun des dimanches des trois années liturgiques de l'Église catholique. Il intitule cette œuvre La Suite liturgique.
André Garant décède de vieillesse le 26 juin 2003, dans sa maison de Lévis. Il venait d'entreprendre l'illustration des Psaumes.

## Médiums, style et thématique
Après ses études et un début de carrière en sculpture, André Garant se lance rapidement dans la peinture et le dessin, concevant même quelques œuvres majeures à la mosaïque. L'huile, l'aquarelle et l'encre constituent cependant l'essentiel de sa production jusqu'aux années 1990. Dans les dernières années de sa vie, il se consacre exclusivement à l'aquarelle.
Le style d'André Garant, plus figuratif en début de carrière, devient graduellement plus abstrait au fil des années. Inspiré par le peintre anglais William Turner et le peintre hollandais Vincent van Gogh, ses couleurs se fondent les unes dans les autres en des traits énergiques. Il connaît aussi des « périodes » dominées par certaines couleurs. Si, par exemple, ses huiles des années 1970 sont dominées par les nuances de bleus, de verts et de gris, celles du début des années 1980 sont dominées par des couleurs vives et contrastées, tandis que celles de la fin des années 1980 et du début des années 1990 sont dominées par des couleurs sombres, desquelles le blanc et le jaune sont bannis. Par contre, ses aquarelles sont en tout temps lumineuses et colorées.
En début de carrière, l'artiste s'intéresse beaucoup au paysage et à l'art sacré puis, durant les années 1960 et 1970, il se consacre surtout au paysage et aux scènes d'intérieur. À partir de la fin des années 1970 et au début des années 1980, André Garant diversifie de façon importante les thèmes de ses œuvres : les scènes d'intérieur et les paysages sont toujours très présents, mais aussi les thèmes chrétiens, qui font un retour majeur. Le personnage, l'érotisme, les mythes grecs et les thèmes sociaux occupent aussi une très large part de sa production des années 1980. La musique est aussi pour lui une source importante d'inspiration. Certaines de ses œuvres des années 1980 font référence, par exemple, aux opéras de Mozart et aux madrigaux de Monteverdi. Il a aussi fait, à l'occasion quelques portraits.

## Expositions
22 expositions de groupe et 9 expositions en solo dont :
- Société des arts plastiques, Préville (Québec), 1956,
- « 35 peintres du Québec », Musée des beaux-arts de Montréal, 1957,
- Hôtel Biltmore, New York, 1963,
- Galerie Gilles-Corbeil, Sainte-Adèle (Québec), 1973,
- « Joyaux des collections particulières de Québec », nouveau palais de justice de Québec, 1984,
- « Québec Plein la vue », Musée national des beaux-arts du Québec, 1994,
- « Rétrospective : une vie pour l'art », galerie Louise-Carrier, Lévis, 2002.

## Collections publiques
- Musée national des beaux-arts du Québec[1],
- Service des Ambassades, Ottawa,
- Banque du Conseil des Arts, Ottawa,
- Musée de l’Université Laval, Québec,
- Musée de l’Amérique française, Québec,
- Œuvre David-Déziel, Lévis.

## Prix et bourse
- 1er prix de peinture, Exposition provinciale de Québec, 1951,
- Prix de peinture, Exposition de la Société des arts plastiques, Préville (Québec), 1956,
- 3e prix de peinture au Concours artistique de la Province de Québec, 1958,
- Bourse du Conseil des arts du Canada, 1958.

## Réalisations
Plusieurs réalisations dont :

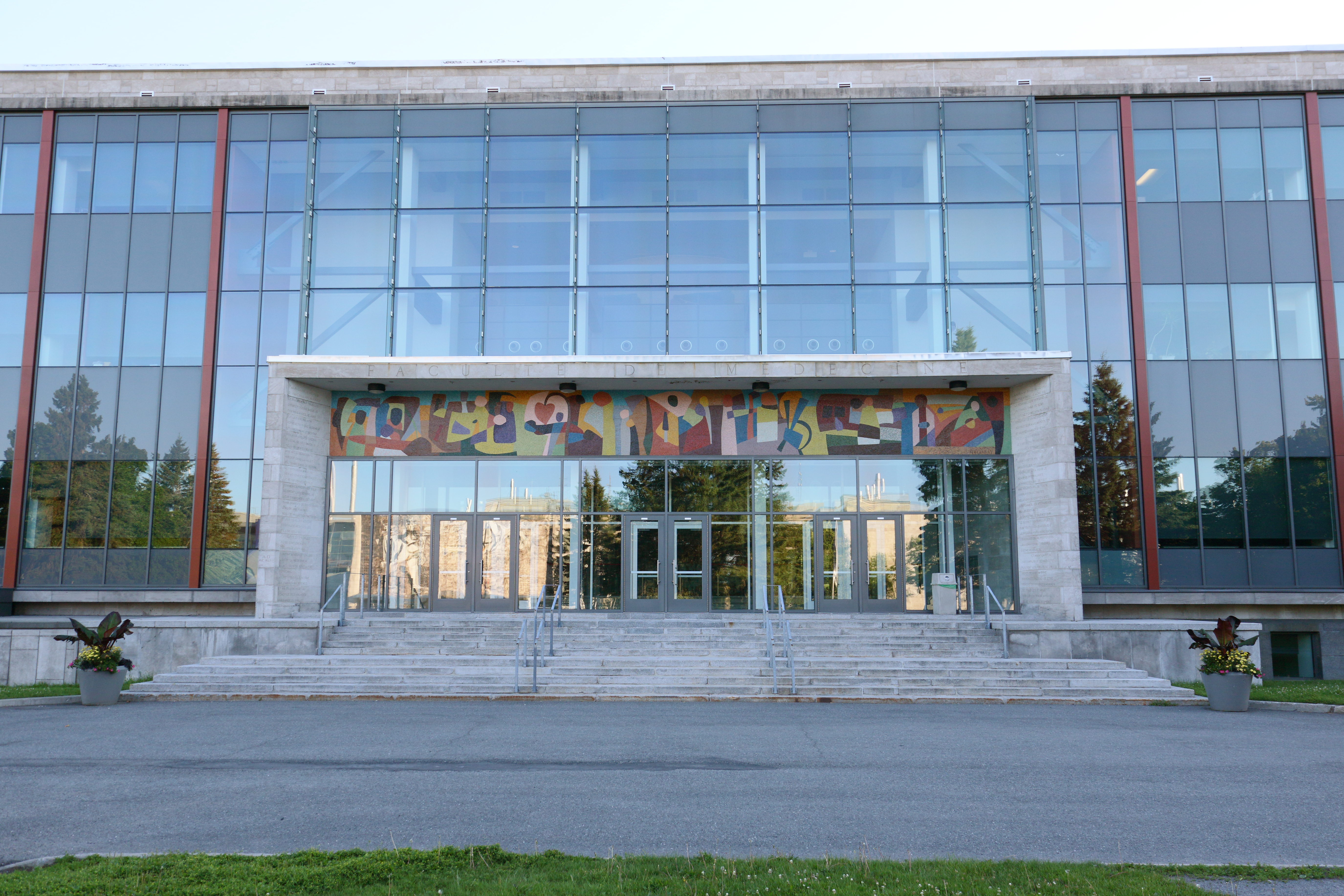
Les sept étapes de la médecine sur le tympan du portail de l'entrée 1 du pavillon Ferdinand-Vandry à l'Université Laval

- Mosaïque de la façade de la Faculté de médecine, Université Laval, Québec, 1957,
- Corpus du crucifix de l’église Saint-Raphaël de Jonquières (Québec), 1962,
- Dessins hors texte illustrant : Poèmes de la froide merveille de vivre, Pierre Morency, Éditions de l’Arc, Québec, 1967,
- La Suite liturgique (suite de 157 huiles), Œuvre David-Déziel, 1986-1989,
- Les Psaumes' (inachevés : 10 des 150 aquarelles prévues ont été réalisées dans les semaines précédant la mort de l’artiste).

## Citations
« L'essentiel n'est pas de réaliser les formes que l'on voit, mais celles que l'on sent. »
« Mes toiles rebutent beaucoup de monde, car le noir et le sombre sont silencieux. Et le silence effraie tellement d’êtres humains. Ils ont tellement peur d’eux-mêmes. »
André Garant, Ce que je pense, fin des années 1980.

## Liens externes

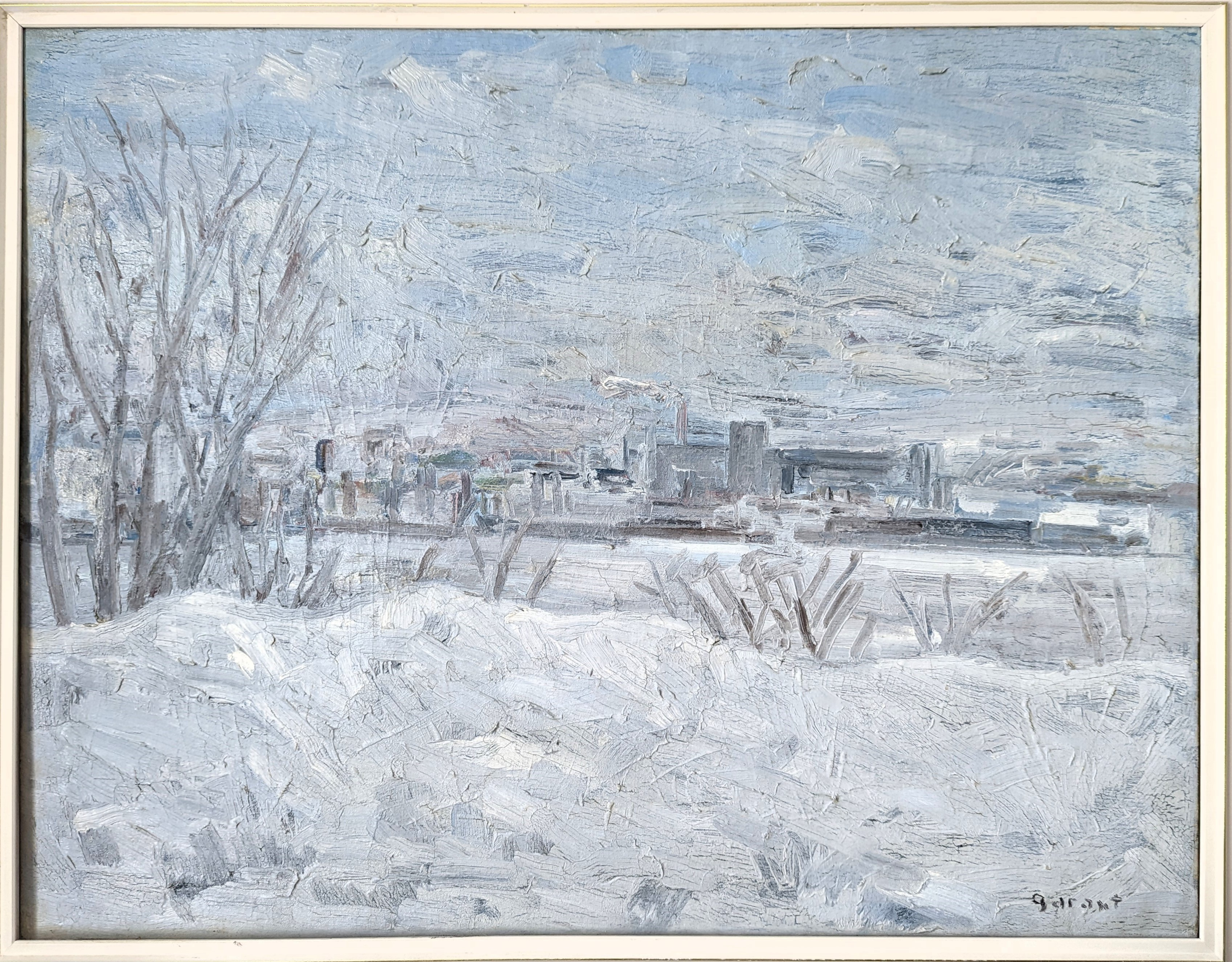
Collection bassin Louise annees 50